# Mr. Scruff
Andrew Carthy (10 de febrero de 1972 ), conocido por su nombre artístico Mr. Scruff, es un productor y DJ inglés. Vive en Stretford, Gran Mánchester y estudió bellas artes en el campus de Psalter Lane de la Universidad Sheffield Hallam . Antes de poder ganarse la vida solo con su música, trabajó como almacenista en la sucursal de Hazel Grove de Kwik Save .
Su nombre artístico se inspiró en su desaliñado vello facial, así como en su característico estilo de dibujo suelto. Ha sido DJ desde 1992, primero en Mánchester y sus alrededores, luego en todo el país. Es conocido por pinchar en sets de maratón (a menudo más de seis horas), su gusto musical ecléctico, su amor por una "buena taza de té" y las extrañas imágenes y animaciones caseras asociadas con su música. En una entrevista dijo: "Se trata de poner mucho esfuerzo y prestar atención a los detalles. Me molesto si no tomo riesgos. Soy muy duro conmigo mismo".

## Carrera
A sus veinte años, lanzó su primer vinilo (Hocus Pocus) en el pequeño sello Robs Records con sede en Mánchester. Siguieron sencillos y su primer álbum ( Mr. Scruff ), lanzado en la filial de Robs Records, Pleasure Music. Después de un breve período de trabajo con Mark Rae, se mudó a la etiqueta más grande de Ninja Tune y posteriormente lanzó los álbumes Keep It Unreal y Trouser Jazz . 
Su éxito más notable, "Get a Move On", está construido alrededor de "Bird's Lament (In Memory of Charlie Parker )" por Moondog y ha sido utilizado en varios comerciales que van desde automóviles Lincoln y Volvo hasta France Télécom y GEICO Insurance. La canción también muestra "Hyping Woman Blues" de Shifty Henry y condujo a una renovación del interés en las composiciones de Henry. 
En 2004, Mr. Scruff lanzó Keep It Solid Steel Volume 1, el primero de lo que pretende ser una serie de varios CD de compilación mezclados con DJ para la serie de mezclas de artistas Solid Steel de Ninja Tune. Estas mezclas están diseñadas para recrear los géneros eclécticos que uno esperaría escuchar en una noche de club de Mr. Scruff. En noviembre de 2006, Ninja Tune confirmó que el octavo disco de Solid Steel sería mezclado por J Rocc y el noveno sería el Volumen 2 de Mr. Scruff. Otros artistas de Ninja Tune han lanzado otras mezclas de Solid Steel, como The Herbaliser, Hexstatic, DJ Food y Amon Tobin . 
Tiene una gran variedad de remixes a su nombre, y también ha producido canciones para otros, especialmente "Echo of Quiet and Green" para Niko, colaboradora en algún momento, para su álbum de 2004 Life on Earth. Niko le devolvió el favor, apareciendo en la canción "Come Alive" del álbum Trouser Jazz . 
Habiendo actuado regularmente en The Big Chill Festival en el parque de ciervos Eastnor Castle, Ledbury, Herefordshire, en 2006 se le pidió que seleccionara las pistas para el álbum recopilatorio Big Chill Classics .
En julio de 2008 se lanzó Southport Weekender Volumen 7, un álbum doble lanzado en la serie Southport Weekender, grabado en un pueblo vacacional especialmente diseñado en Southport, Merseyside. El primer disco fue mezclado por los DJ alemanes de jazz nu Jazzanova, y el segundo fue mezclado por el Sr. Scruff. La contribución de Scruff es una mezcla de música soul .
En 2008, se fundó un nuevo sello discográfico independiente, Ninja Tuna, una colaboración entre Scruff y el sello Ninja Tune. Los sencillos más recientes del Sr. Scruff y el álbum Ninja Tuna fueron lanzados en el nuevo sello.
Un lanzamiento del álbum solo en Estados Unidos en mp3 llegó con 10 pistas adicionales de las sesiones de grabación de Ninja Tuna, bajo el título Bonus Bait. Una versión en CD de este álbum suplementario fue lanzada en el Reino Unido en febrero de 2009. 
Ninja Tuna fue utilizada por Microsoft en 2009 como una de sus canciones predeterminadas en su Sistema operativo Windows 7
El 19 de mayo de 2014, Ninja Tuna lanzó el quinto álbum de estudio del Sr. Scruff, Friendly Bacteria . 

## Estilo

### Ilustraciones
El álbum y la carátula del sencillo de Mr. Scruff, videos musicales, productos y su sitio web oficial se destacan por su aspecto caprichoso; los dibujos animados son dibujados por el mismo Scruff, en lo que él llama "estilo de papa". Las imágenes y animaciones también se proyectan en pantallas grandes durante sus conciertos . Scruff también dibujó caricaturas para revistas de música como Jockey Slut en la década de 1990.

### Té
Mr. Scruff comenzó a vender té de una pequeña habitación en el club de Manchester, Music Box, donde fue DJ residente en el año 2000, y las ganancias se destinaron a obras de caridad. Cuando comenzó a salir de gira, Scruff se llevó la empresa con él y se ganó la reputación de ser el DJ de la tienda de té. Al aparecer en festivales, como Big Chill y WOMAD, se erigieron puestos de té o tiendas de campaña, y estuvieron abiertos durante la duración de los festivales. Posteriormente, Scruff comenzó una compañía de té en línea, Make Us a Brew, y produjo su propia gama de bolsitas de té de comercio justo que solía venderse en las cadenas de tiendas por departamento Selfridges, Waitrose y Booths . Su sitio web oficial todavía vende la parafernalia relacionada con el té de marca, que incluye teteras, tazas y paños de cocina, pero el té ya no se vende ya que la compañía Make Us a Brew se disolvió en septiembre de 2013.
Es copropietario, junto con su gerente Gary McClarnan, de Teacup Kitchen, ubicado en Thomas Street, Manchester.

### Peces
La mayoría de los álbumes de estudio del Sr. Scruff contienen pistas sobre peces, ballenas y otras especies marinas, que cortan grabaciones de voces en off de historias infantiles y documentales de la naturaleza para crear historias surrealistas y tontas. Comenzaron con la canción "Sea Mammal" (con una muestra de la canción "Part Time Sucker" de Boogie Down Productions ), lanzada en el sencillo Hocus Pocus (1995). También es la canción de apertura en el primer álbum de Scruff. Esto fue seguido por "Wail" (como homófono para "Whale"), también en su primer álbum. Keep It Unreal (1999) presentó las pistas "Shanty Town" y "Fish", la última de las cuales presenta muestras de personajes como David Attenborough y David Bellamy . El álbum Trouser Jazz (2002) se cierra con otra canción cortada, "Ahoy There!", que aparece con la aparición de "Albert Ross" (albatros). 
Scruff ha declarado que es poco probable que grabe más pistas de corte a base de pescado. Sin embargo, las referencias marinas continúan en el trabajo de Scruff, incluida la canción "Shrimp" de Trouser Jazz, y el título y la portada de sus álbumes, Ninja Tuna (2008) y su lanzamiento complementario, Bonus Bait (2009).

### Hot Pot
Scruff y Treva Whateva (su compañero de etiqueta de Ninja Tune y amigo de Stockport) grabaron un programa de radio semanal de una hora (con el invitado frecuente, Jon Hill), algunos episodios de los cuales todavía se pueden encontrar en samurai.fm. 

## Discografía

### Álbumes

#### Álbumes de estudio
- Mr. Scruff (Pleasure Music, 9 de mayo de 1997)
- Keep It Unreal ( Ninja Tune, 14 de julio de 1999)[16] Reino Unido # 175
- Trouser Jazz (Ninja Tune, 16 de septiembre de 2002) Reino Unido # 29[17]
- Mrs. Cruff (Ninja Tune, reedición de Mr. Scruff con pistas adicionales, 5 de mayo de 2005) Reino Unido # 195
- Ninja Tuna (Ninja Tune, 6 de octubre de 2008)[9] Reino Unido # 60
- Bonus Bait (Ninja Tune, 9 de febrero de 2009)
- Friendly Bacteria (Ninja Tune, 19 de mayo de 2014)

#### Mezclas y compilaciones de álbumes
- Heavyweight Rib Ticklers (álbum recopilatorio, Unfold Recordings, 11 de febrero de 2002)
- Keep It Solid Steel Volume 1 (DJ mix album, Ninja Tune, 1 de enero de 2004)
- Big Chill Classics ( Album recopilatorio, Resist Music, 21 de agosto de 2006)
- Southport Weekender Volumen 7 (DJ mix album - Disco 2 mezclado por Mr. Scruff, Concept Records, 21 de julio de 2008)
- Mr. Scruff Feat. Alice Russell (Music Takes Me Up, 2008)

### Individual
- "Hocus Pocus" ( Robs Records, marzo de 1995)
- "The Frolic EP Part 1" (Pleasure Music / Pinnacle Records, 15 de enero de 1996)
- "The Frolic EP Part 2" (Pleasure Music / Pinnacle Records, 16 de febrero de 1996)
- "Limbic Funk" (Pleasure Music, 29 de julio de 1996)
- "Large Pies EP" (Cup of Tea Records, 7 de abril de 1997)
- "How Sweet it Is" / "Is it Worth It?" (con Spikey T) (Grand Central Records, 13 de junio de 1997)
- "Pigeon" (Pinnacle Records, 6 de junio de 1997)
- "Chipmunk / Fish / Happy Band" (Ninja Tune, 10 de marzo de 1998)
- "Get a Move On" (Ninja Tune, 26 de abril de 1999) Reino Unido #139
- "Honeydew" (Ninja Tune, 22 de octubre de 1999) Reino Unido #129
- "Hocus Pocus" (relanzamiento, Robs Records, 7 de mayo de 2001)
- "Get a Move on / Ug" (relanzamiento, Ninja Tune, 6 de agosto de 2001) Reino Unido #83
- "Shrimp!" (Ninja Tune, 27 de mayo de 2002) Reino Unido #78
- "Beyond / Champion Nibble" (Ninja Tune, 23 de septiembre de 2002) Reino Unido #125
- "Sweetsmoke" (Ninja Tune, diciembre de 2002) Reino Unido #75[17]
- "Sweetsmoke Remixes" (Ninja Tune, abril de 2003) Reino Unido #91
- "Giffin" (Ninja Tune, 20 de octubre de 2003)
- "Chicken in a Box / Spandex Man" (edición Ltd, Ninja Tune, 11 de abril de 2005)
- "Donkey Ride / Giant Pickle" (con Quantic, Ninja Tuna, 12 de mayo de 2008)
- "Kalimba / Give Up To Get" (Ninja Tuna, 14 de julio de 2008) (presentado como muestra de música en Windows 7)
- "Music Takes Me Up" (Ninja Tuna, 15 de septiembre de 2008)
- "Get on Down / Hold On" (Ninja Tuna, 1 de diciembre de 2008)
- "Whiplash / Bang The Floor / Cat & Mouse" (Ninja Tuna, 9 de febrero de 2009)
- "This Way / Hairy Bumpercress" (Ninja Tuna, 9 de marzo de 2009)
- "Nice Up The Function / Listen Up" (Ninja Tuna, 6 de abril de 2009)
- "Bunch of Keys / Cat & Mouse Version 2" (Ninja Tuna, 8 de junio de 2009)
- Mr Scruff Vs Kirsty Almeida - "Pickled Spider" (Ninja Tuna, 14 de junio de 2010)
- "Wobble Control" (Ninja Tuna, 9 de mayo de 2011
- "Feel It / Bounce" (Ninja Tuna, 3 de octubre de 2011)
- "Be The Music" (Ninja Tuna, 28 de septiembre de 2012)
- "Render Me (Remixes)" (con Denis Jones, Ninja Tune, 2 de junio de 2014)
- "Feel Free (Scruff's 12" Re-Tweak) "(Ninja Tune, 8 de agosto de 2014)
- "We Are Coming (Max Graef Remix)" (Ninja Tune, 8 de septiembre de 2014)
- "Joy Of Brass Remixes (Mr. Scruff vs Phil France)" (Gondwana Records, 29 de septiembre de 2017)
- "Kalimba (Petko Turner Edit)" (Ninja Tune, 10 de enero de 2018)

### Colaboraciones
Mr. Scruff con... 
- DJ Spooky - "Murderah Style" apareció en el álbum recopilatorio Tribal Gathering 96 (Universe, 1 de octubre de 1996)
- Mark Rae - "How Sweet It Is" y "Gotta Have Her" aparecieron en el álbum recopilatorio Central Heating (Grand Central Records, 25 de noviembre de 1996)
- Tony D - "Flavor" con Mark Rae, Mark 1 y Mr. Scruff, del álbum Pound For Pound (Grand Central Records, 15 de septiembre de 1997)
- Mark Rae - "The Squirrel" apareció en el álbum recopilatorio Central Heating 2 (Grand Central Records, 17 de abril de 2000)
- Peter Nice Trio vs. Mr. Scruff - "Harp Of Gold" del álbum recopilatorio Out Everyone ( Hospital Records, 30 de mayo de 2000)
- Fingathing - "Just Practice" con Mr. Scruff, del álbum The Main Event (Grand Central Records, 20 de noviembre de 2000)
- Quantic - "It's Dancing Time" del álbum recopilatorio Shapes One ( Tru Thoughts, 1 de septiembre de 2003)
- Quantic - "Giraffe Walk" del álbum de Quantic, One Off's Remixes y B Sides (Tru Thoughts, 6 de febrero de 2006)
- Swell Sessions - "No No" del álbum Swell Communications (Freerange Records, 24 de septiembre de 2007)
- Quantic - "Donkey Ride" (Ninja Tune, 12 de mayo de 2008)
- Kaidi Tatham - "Fresh Noodles" (Prime Numbers, 30 de noviembre de 2009)
- Kirsty Almeida - "Pickled Spider" (Ninja Tune, 30 de abril de 2010)

Varios de los registros de Mr. Scruff también cuentan con vocalistas invitados y músicos. Estos incluyen Sneaky (de Fingathing), Roots Manuva, Niko, Braintax, Alice Russell y Danny Breaks. Tanto Scruff como Roots Manuva han expresado su interés en grabar un álbum completo juntos, aunque los horarios de los artistas lo han impedido hasta la fecha.

### Versión de la cubierta
- "Get a Move On" fue cubierto por el proyecto paralelo de Will Holland, The Quantic Soul Orchestra en el álbum Pushin 'On (Tru Thoughts, 5 de mayo de 2005).

## Apariciones de canciones
- El último segmento de la película documental Scratch (2001), titulado "Full Circle", presenta una mezcla diferente de "Spandex Man" con muestras adicionales.
- La escena de apertura del episodio de Malcolm in the Middle titulado "Evacuación" presenta "Blackpool Roll".
- Los episodios del programa de comedia de TV Channel 4 Spaced presentaron las canciones "Spandex Man", "Chipmunk" y "Blackpool Roll" del álbum Keep It Unreal.
- "Spandex Man" también se usó en la serie de la BBC Top Gear, a menudo se usa en el programa de la BBC Three The Real Hustle y aparece en las películas SW9 y Gumball Rally 3000 .
- La canción "Ug" del álbum Trouser Jazz se usa en numerosas caricaturas de Weebl y Bob, incluida la primera titulada "Pie". El pastel como motivo más tarde reapareció en uno de los videos de Scruff ( Sweetsmoke ).
- "Get a Move On" se ha utilizado en anuncios que incluyen automóviles Volvo y Lincoln, en programas de televisión que incluyen los mejores momentos del snooker de la BBC, Bargain Hunt y The Apprentice y en la sección de Kenny Anderson del video de skate One Step Beyond . La canción fue elegida por Victoria Wood como uno de sus ocho discos favoritos en Desert Island Discs .[18]
- "Blackpool Roll" fue utilizado en Nueva Zelanda por la cadena de televisión TV ONE como música de fondo como parte de sus anuncios de canales y listados de programas. También aparece en el juego Rolando 2.
- "Fish" fue utilizado por Nexus Productions para el video de seguridad de Virgin Atlantic, que presenta las voces de Vic Reeves y Dani Behr . También fue utilizado por Thomson Reuters para su servicio de atención al cliente del Reino Unido.
- Varias pistas Mr. Scruff aparecieron en Rolando, un juego para los de Apple 's iPhone y iPod Touch dispositivos en 2008. El juego, desarrollado por HandCircus y publicado por Ngmoco, presenta las pistas "Ug", "Stockport Carnival", "Spandex Man", "Donkey Ride", "Kalimba", "Shrimp" y "Mice at the Organ".
- La pista "Kalimba" del álbum Ninja Tuna está incluida en la carpeta de música de muestra en computadoras con Windows 7 .
- "So Long" y "Get a Move On" del álbum Keep it Unreal, han aparecido en Adult Swim de Cartoon Networks durante los cortes comerciales.
- "Araña en escabeche" apareció en el episodio de podcast de Solid Steel: La venganza del nerd, creado por Dj Cheeba
- "Champion Nibble" de Trouser Jazz se usó en el videojuego Forza Horizon 2 .
- En la pared de la oficina, en la comedia televisiva británica The IT Crowd, hay un póster para "mr. Scruff & seaming to beyond".